# واراتاه
واراتاه (نام علمی: Telopea) نام یک سرده از تیره شکرپارگان است.